# 戦闘工兵車

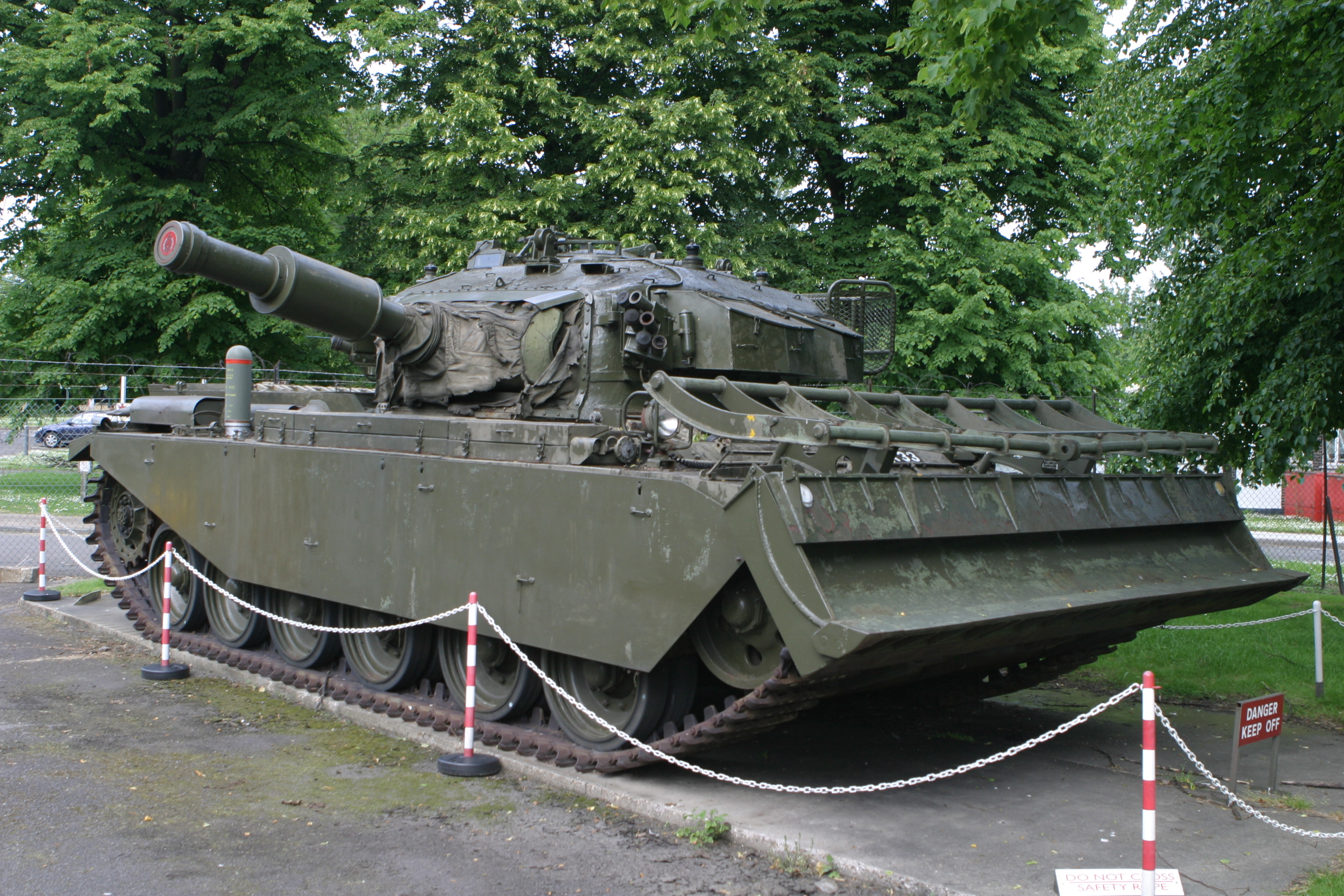
センチュリオン戦闘工兵車

戦闘工兵車（せんとうこうへいしゃ、英語：Combat Engineering Vehicles、CEVs）は、戦場での工兵作業のための各種任務を行う装甲車両である。

## 概要
装甲車両に各種の工兵作業機材を搭載した車両である装甲工兵車（そうこうこうへいしゃ、Armoured Engineering Vehicles、AEVs）の中で、最前線での戦闘工兵作業に用いられるものが戦闘工兵車と呼ばれる。戦車をベースにした車両は工兵戦車（こうへいせんしゃ）と呼ばれることもある。
戦車の車体に架橋機材を搭載した架橋作業専門の車両は、特に架橋戦車（かきょうせんしゃ、Armoured vehicle-launched bridge）と呼ばれる。
初期には戦車にそのまま作業装置を追加したものも多かったが、機動性の低下、主砲との干渉、作業装置の砂塵が砲身に詰まる、それを避けるため装甲の薄い砲塔後部を正面にさらすことになるなど不具合が多く、戦車との兼任を諦めて主砲あるいは砲塔ごと撤去、短砲身の爆弾投射機に換装する等した専任の工兵車両が主流となっていった。
日本の陸上自衛隊では装甲工兵車両のことを施設作業車（しせつさぎょうしゃ）と呼称している。
また、イギリス陸軍王立工兵隊 (Royal Engineers) で使用される戦闘工兵車は"AVRE" (Armoured Vehicle Royal Engineers)と呼ばれる。

## 各国の戦闘工兵車
※は基体となった車両
 アメリカ合衆国
- M728戦闘工兵車 ※M60パットン
- M9 ACE（Armored Combat Earthmover）
- グリズリー CMV（Grizzly Combat Mobility Vehicle） ※M1エイブラムス
- M1150 ABV　※M1エイブラムス
- M1132 ストライカーESV ※ストライカー装甲車
- JERRV ※クーガー
- MMPV ※RG-33

 イギリス
"AVRE" (Armoured Vehicle Royal Engineers) はイギリス陸軍王立工兵隊で運用される戦闘工兵車の呼称である。
- チャーチル AVRE ※チャーチル歩兵戦車で、ホバーツ・ファニーズの車種としても知られる。
- センチュリオン Mk.5 AVRE 165 ※センチュリオン
- センチュリオン Mk.12 AVRE 105 ※センチュリオン
- チーフテン AVRE ※チーフテン
- トロージャンAVRE（英語版）※チャレンジャー2
- FV180 CET（英語版）

 イスラエル
- ナグマショット
- プーマCEV
- ナメルCEV

 ソビエト連邦/ ロシア
- IMR（Ob'yekt 616）（ロシア語版）（ロシア語: Имр（Объект 616)[1]※T-55
- IMR-2（ロシア語: Имр-2）※T-72
- IMR-3M（ロシア語版）（ロシア語: ИМР-3М）※T-90

 ルーマニア
- DMT-85M1※TR-85

 ドイツ国
- Sd.Kfz.251/5, 251/7 装甲工兵車（Pionierpanzerwagen SdKfz251）※Sd.Kfz.251

 ドイツ
- M48A2DB/M48A2CR ※M48パットン
- ピオニールパンツァー1（ドイツ語版） ※レオパルト1
- ピオニールパンツァー2 "ダクス"（PionierPanzer 2 Dachs）（ドイツ語版） ※レオパルト1
- ピオニールパンツァー3 "コディアック"（PionierPanzer 3 Kodiak）（英語版） ※レオパルト2

 日本
- 装甲作業機
- 試製装甲作業車 SD ※M4A3E8
- 67式装甲作業車 ※61式戦車
- 施設作業車 ※73式けん引車
- 23式ドーザ

 フランス
- EBG（Engin Blindé de Génie,AMX-30EBG）※AMX-30
- EPG（Engin Principal du Génie）※ルクレール

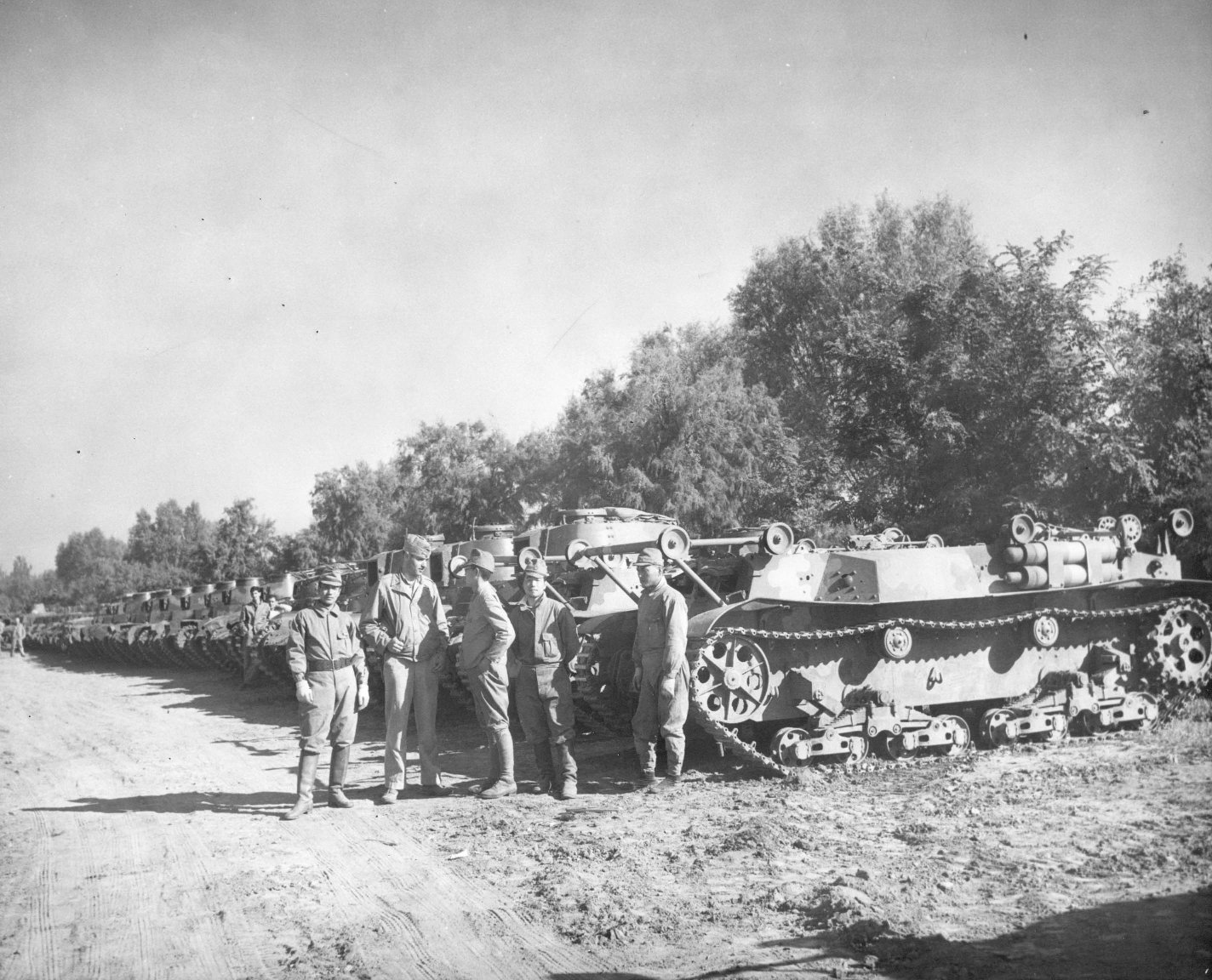
装甲作業機
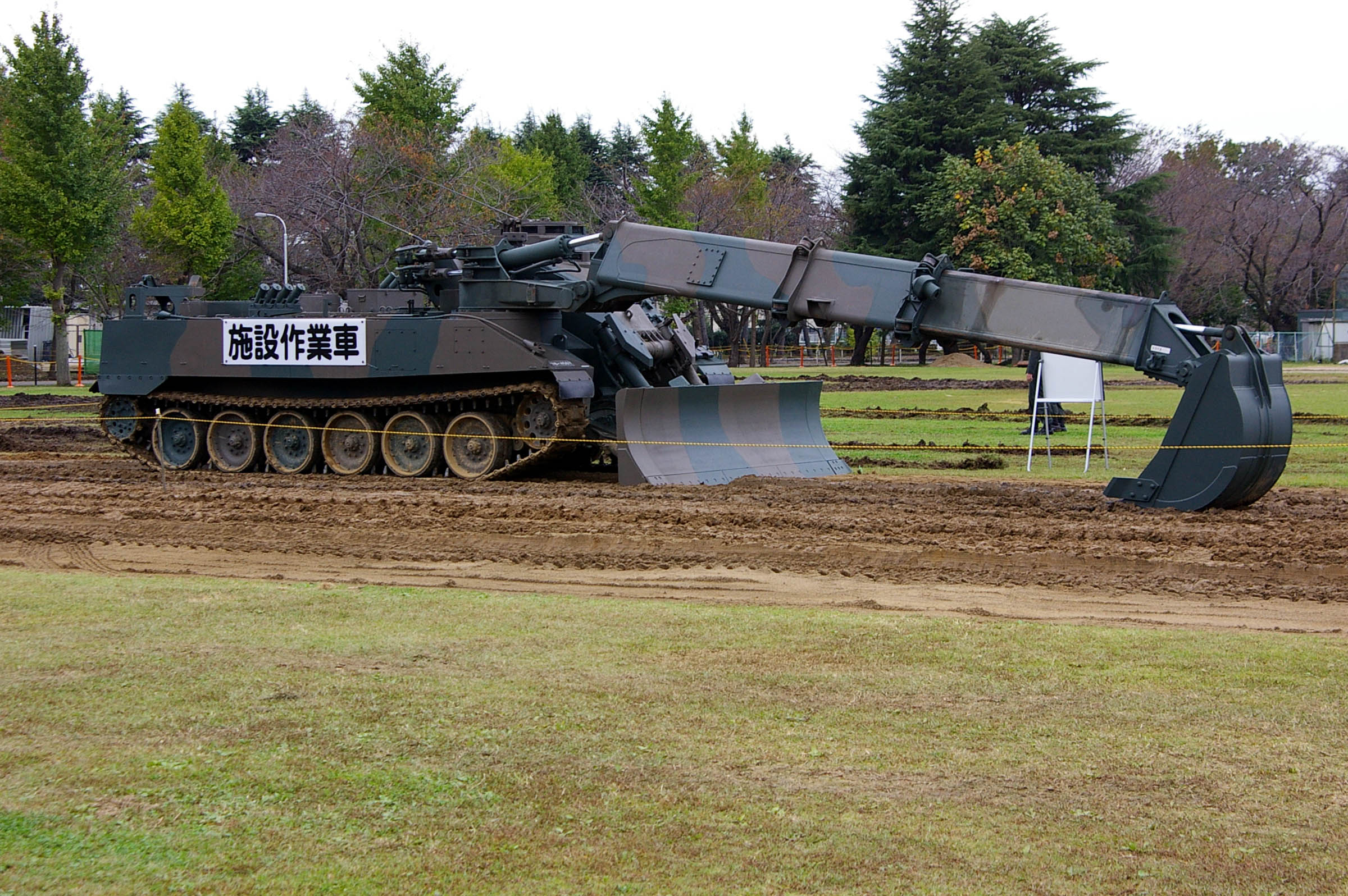
施設作業車
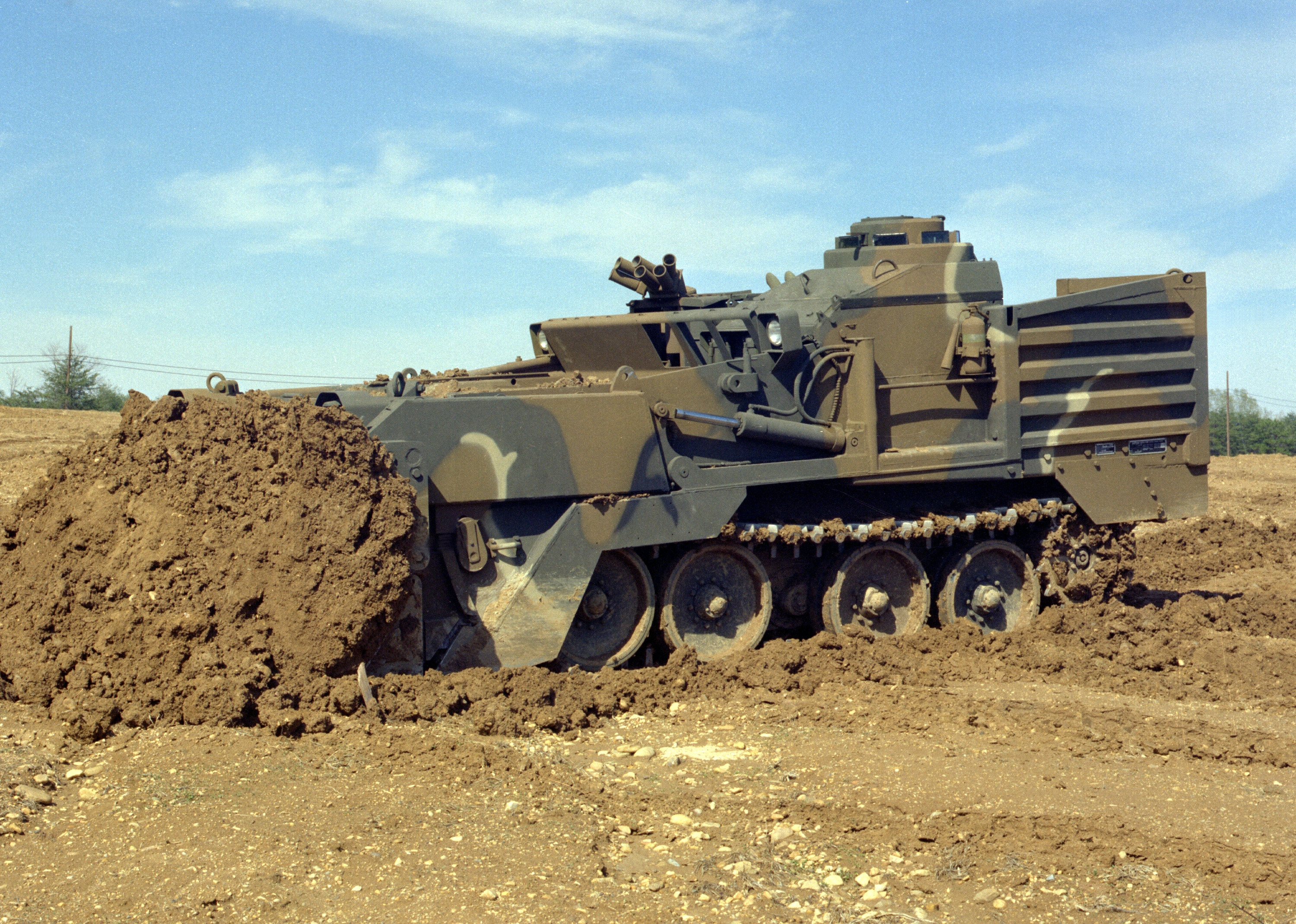
M9 ACE
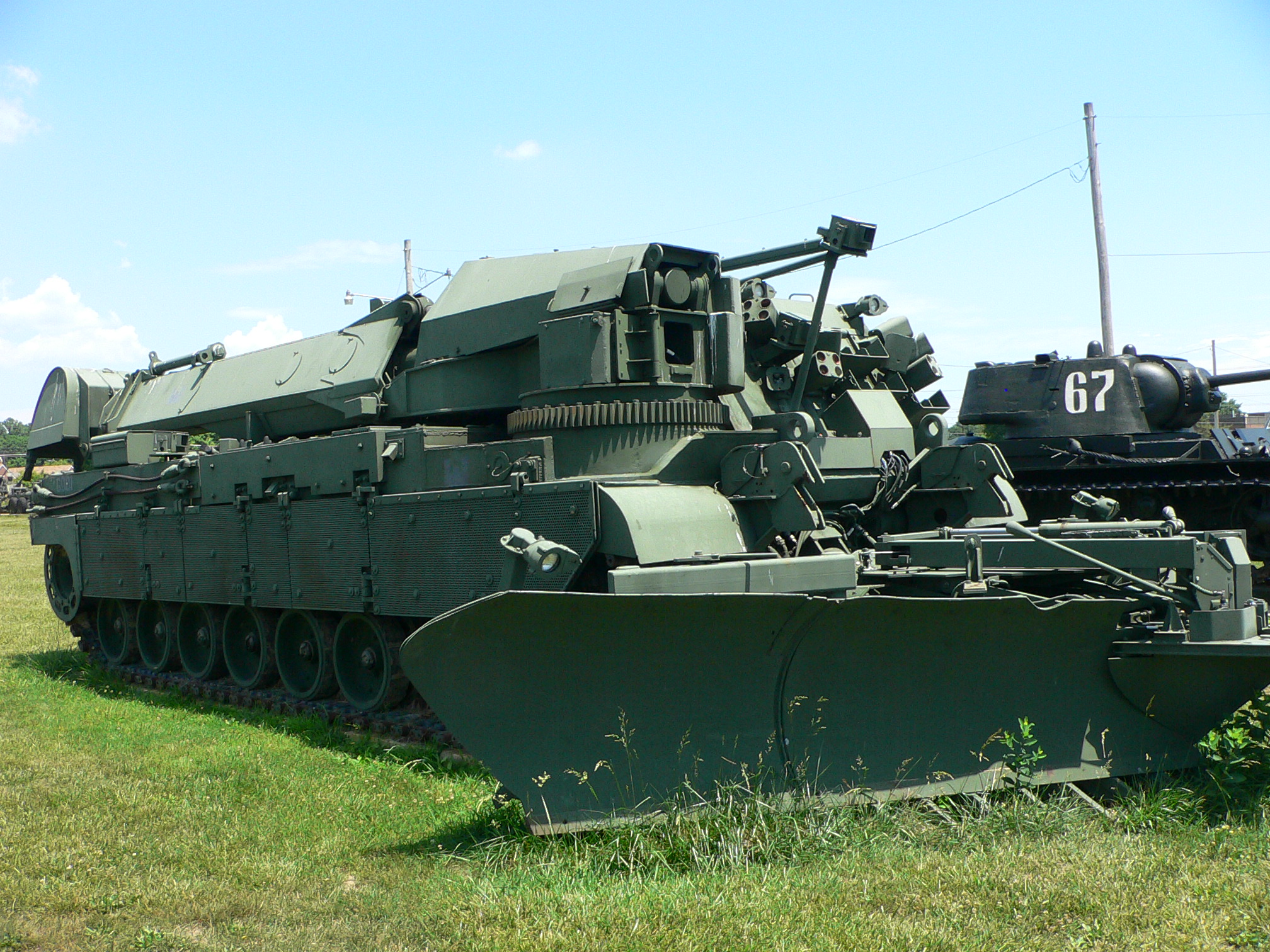
グリズリー CMV
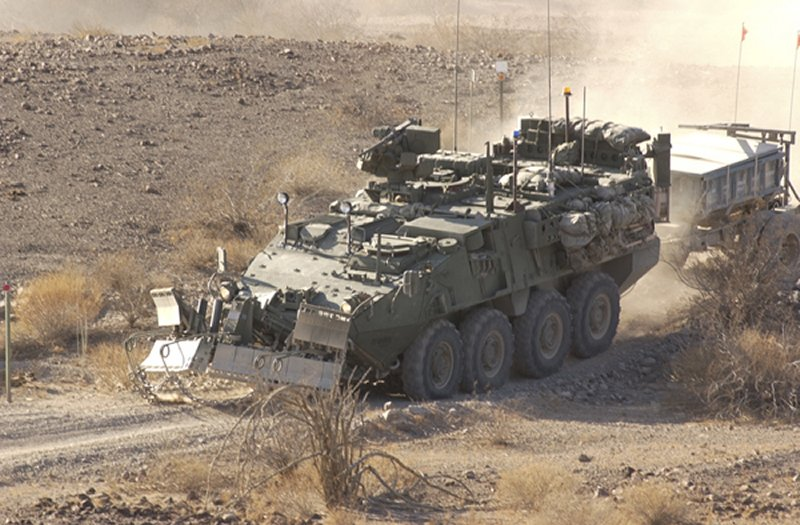
M1132 ストライカーESV
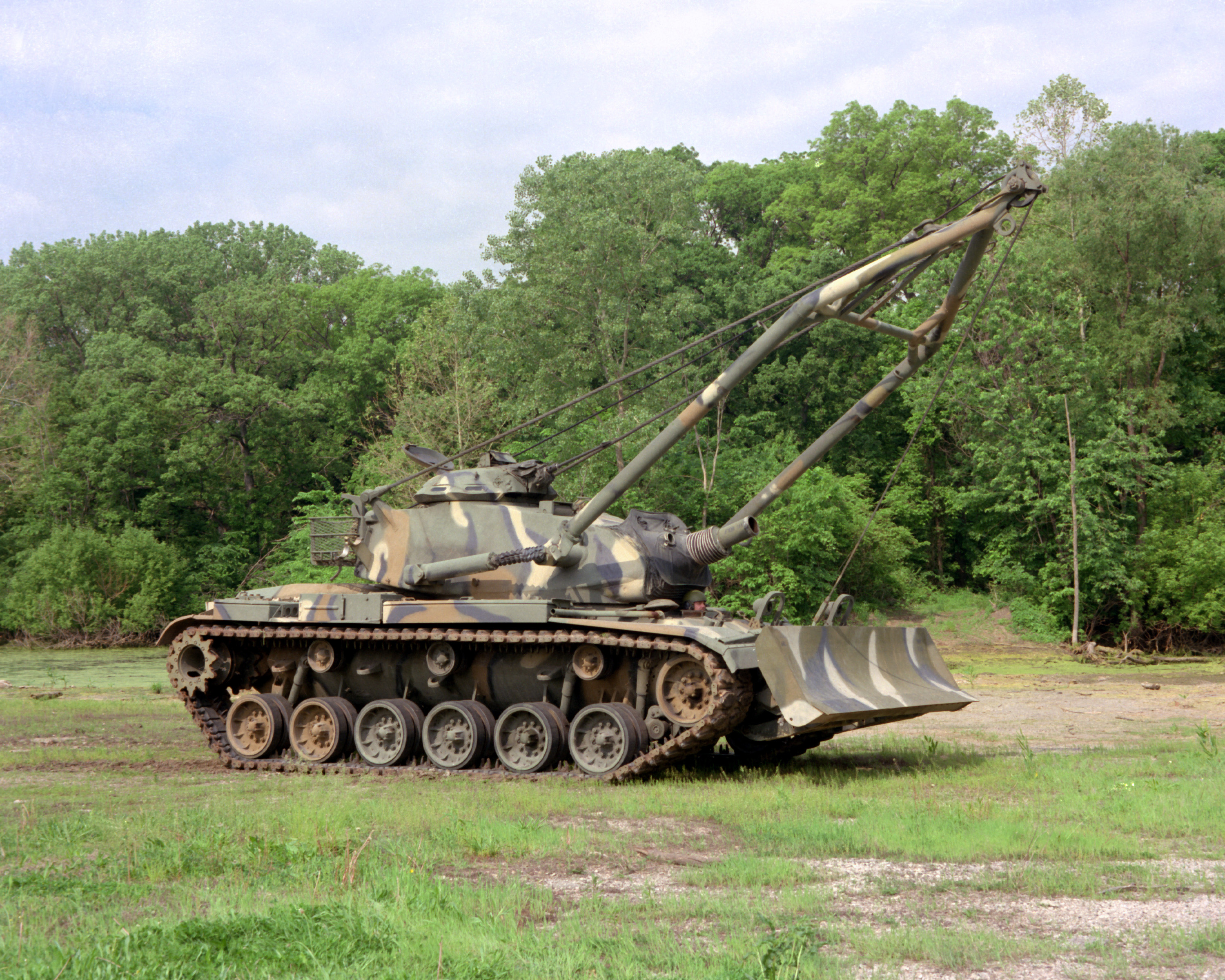
M728 戦闘工兵車
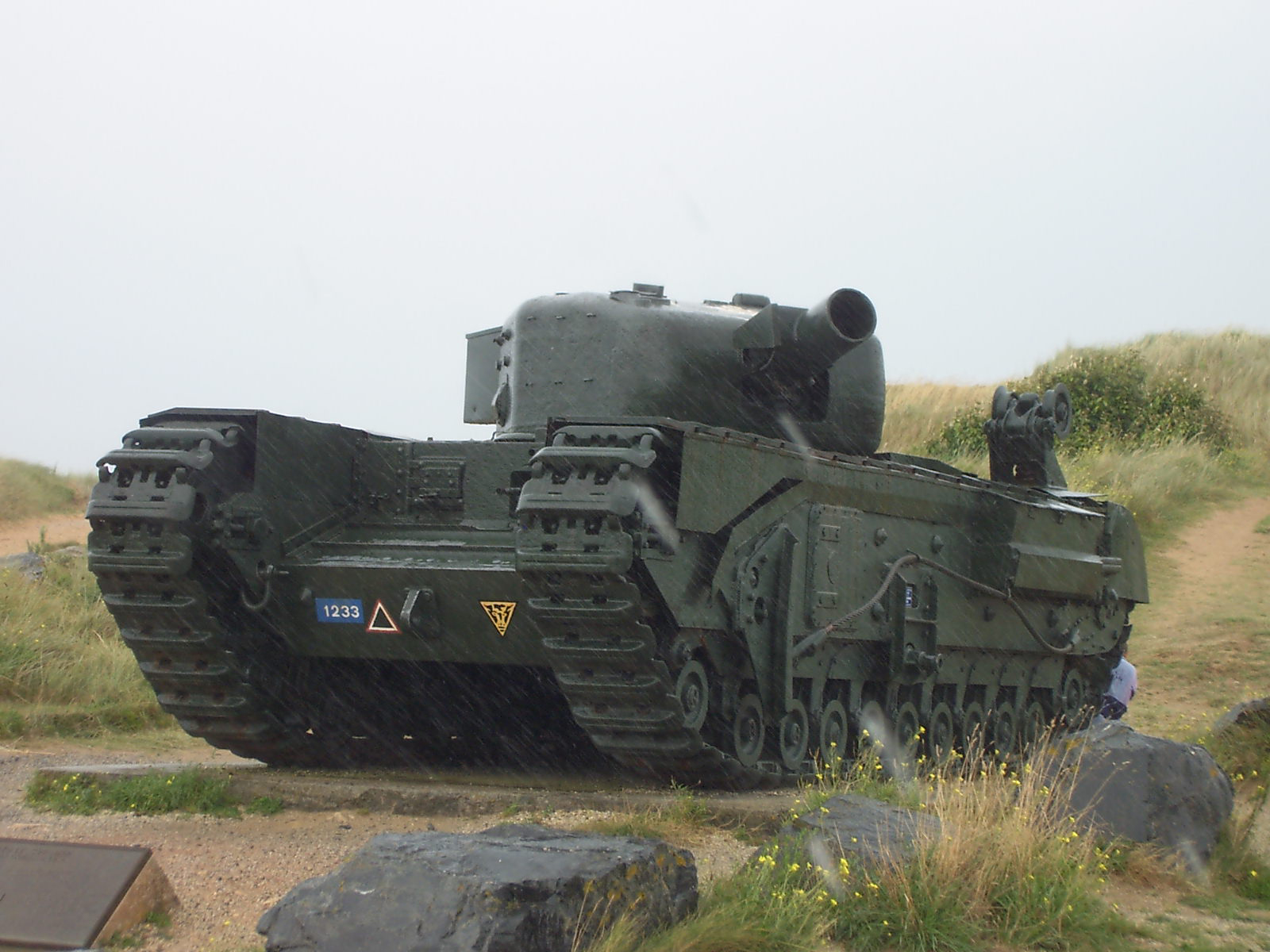
チャーチル AVRE
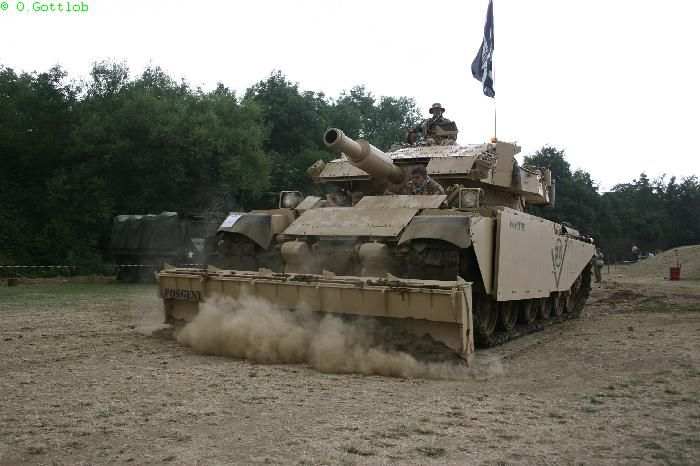
FV4003 センチュリオン Mk.5 AVRE 165
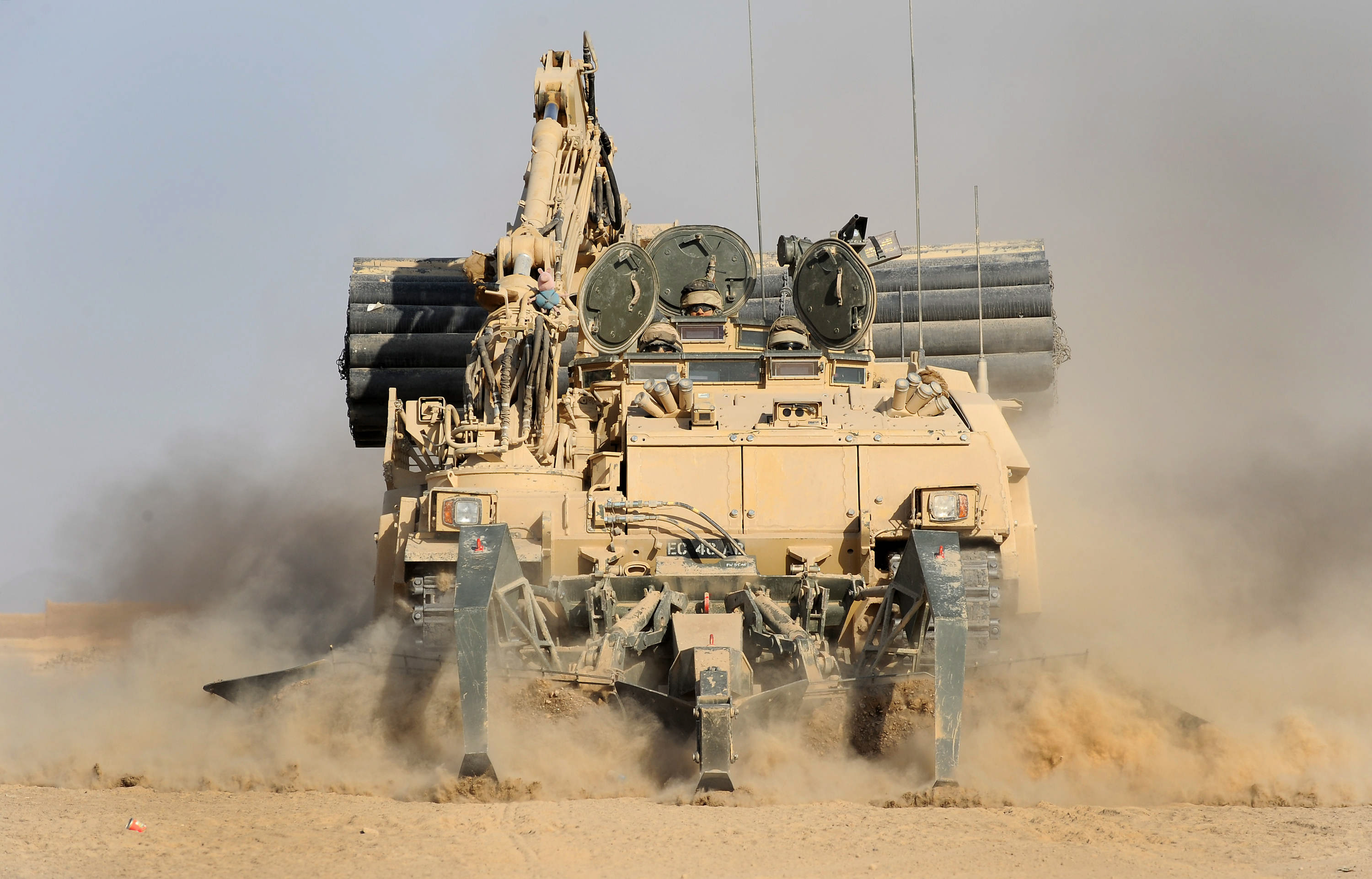
トロージャン AVRE
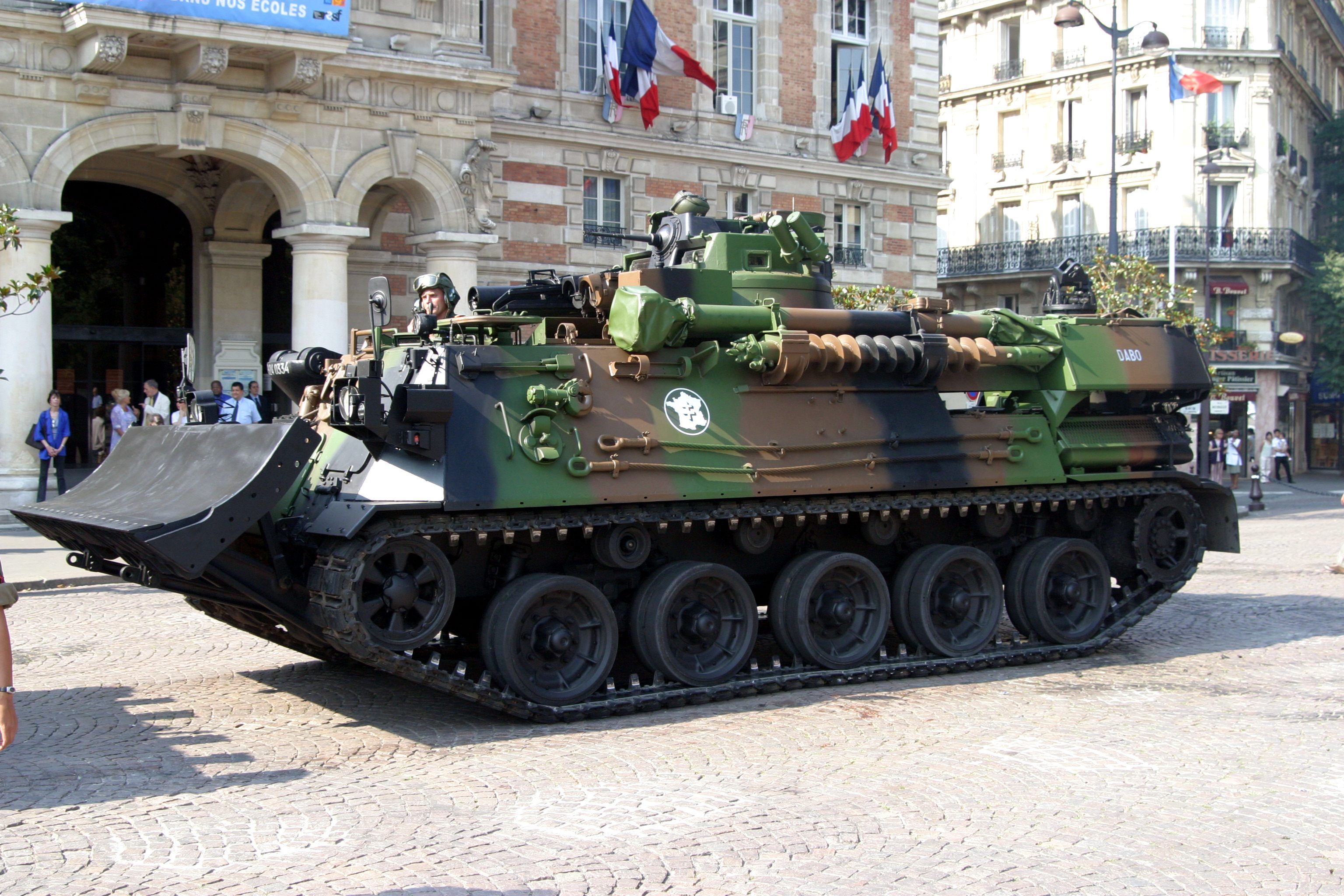
AMX-30EBG
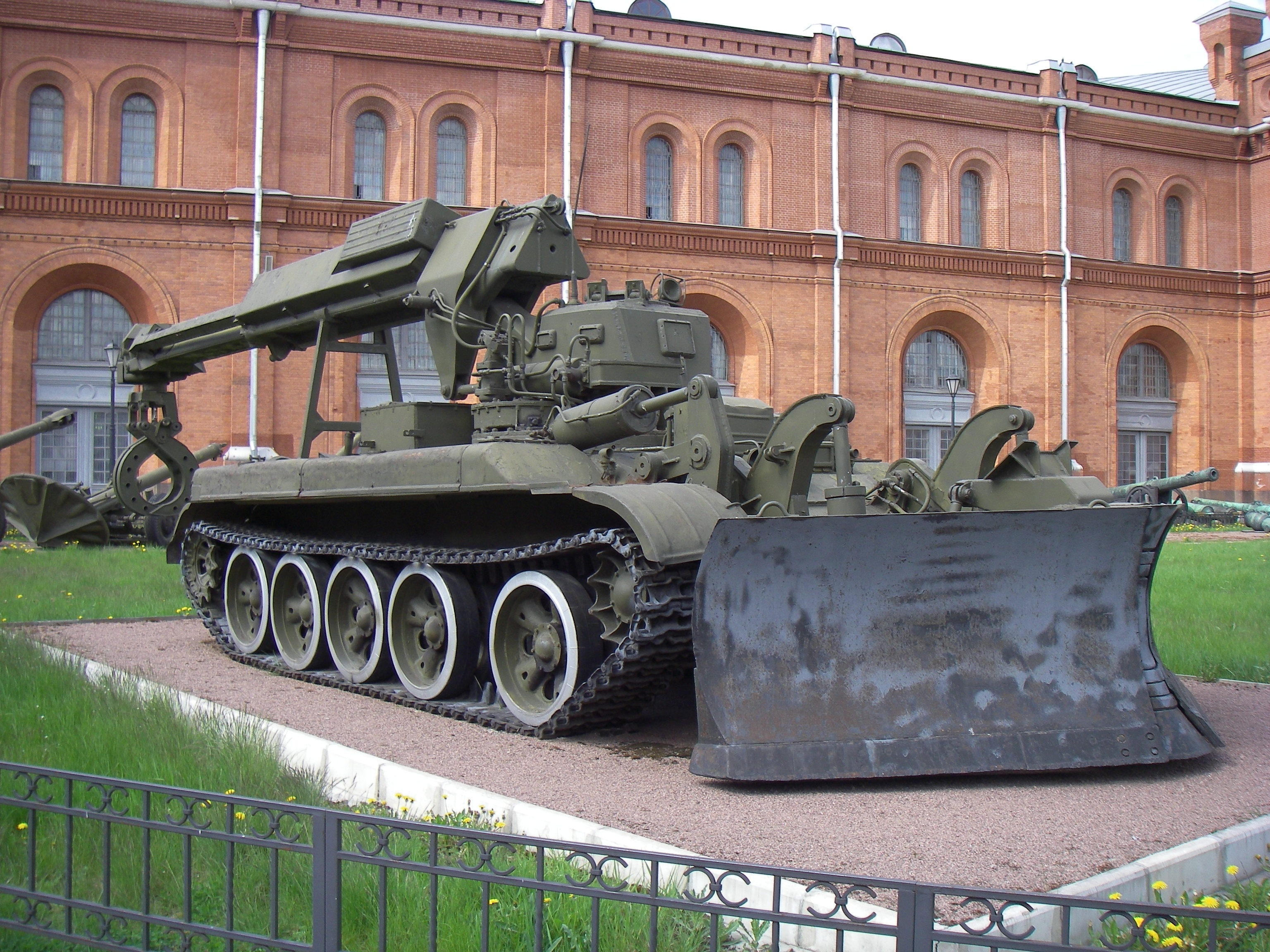
IMR
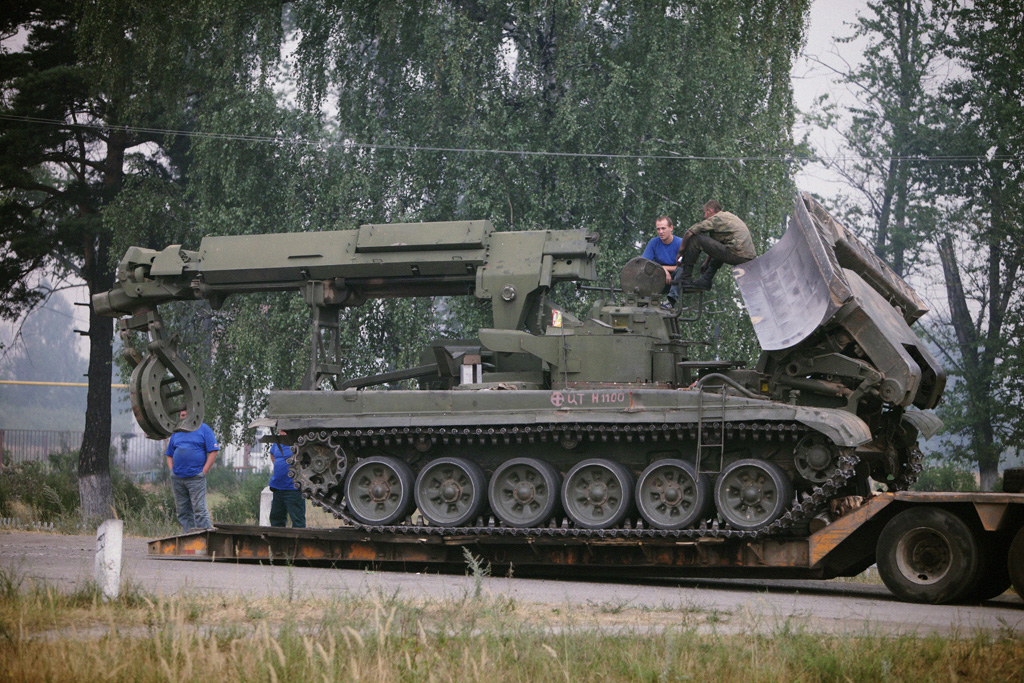
IMR-2
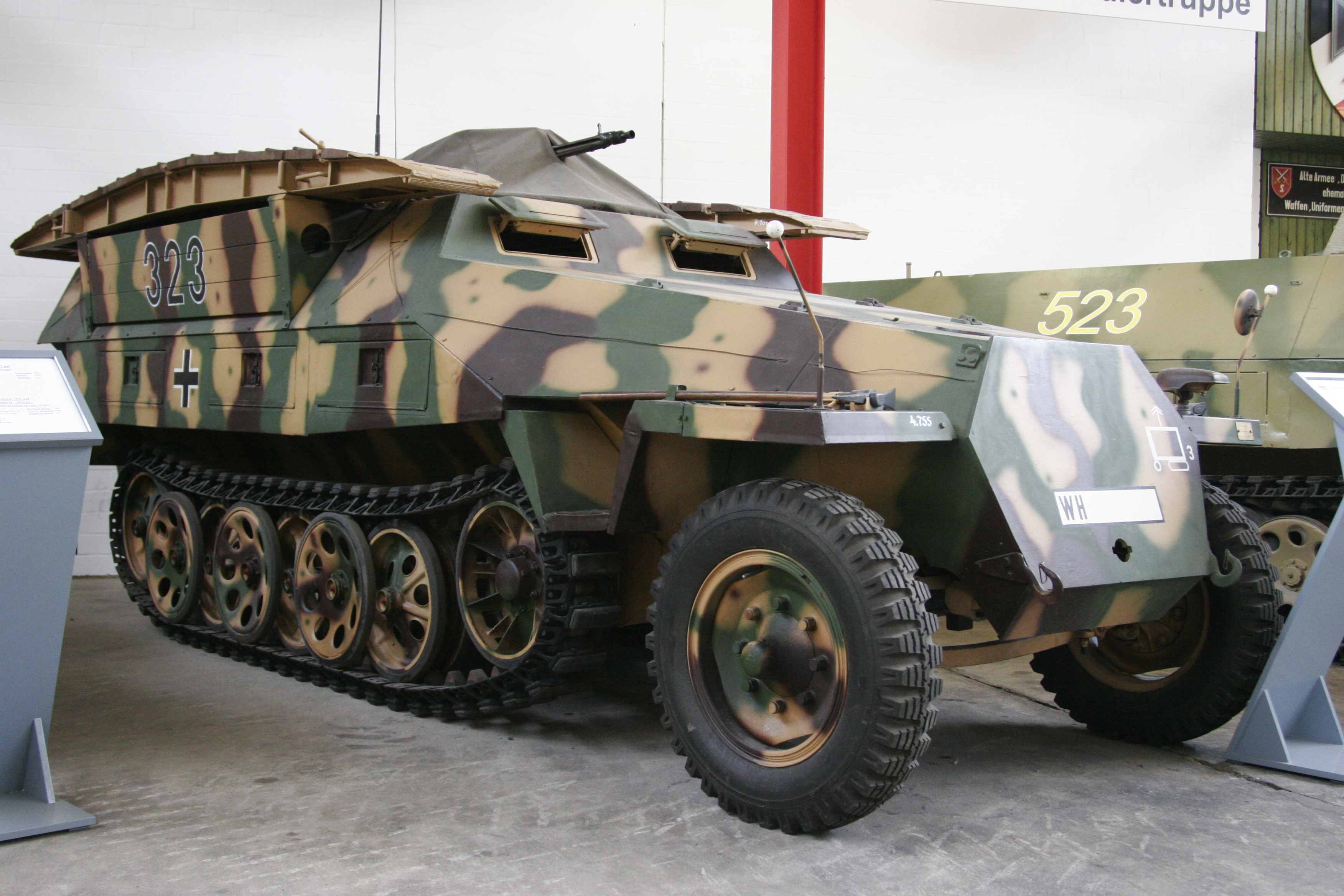
Sd.Kfz.251/7　装甲工兵車
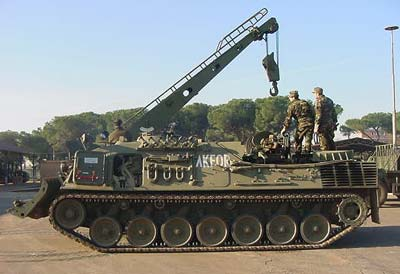
PionierPanzer 1
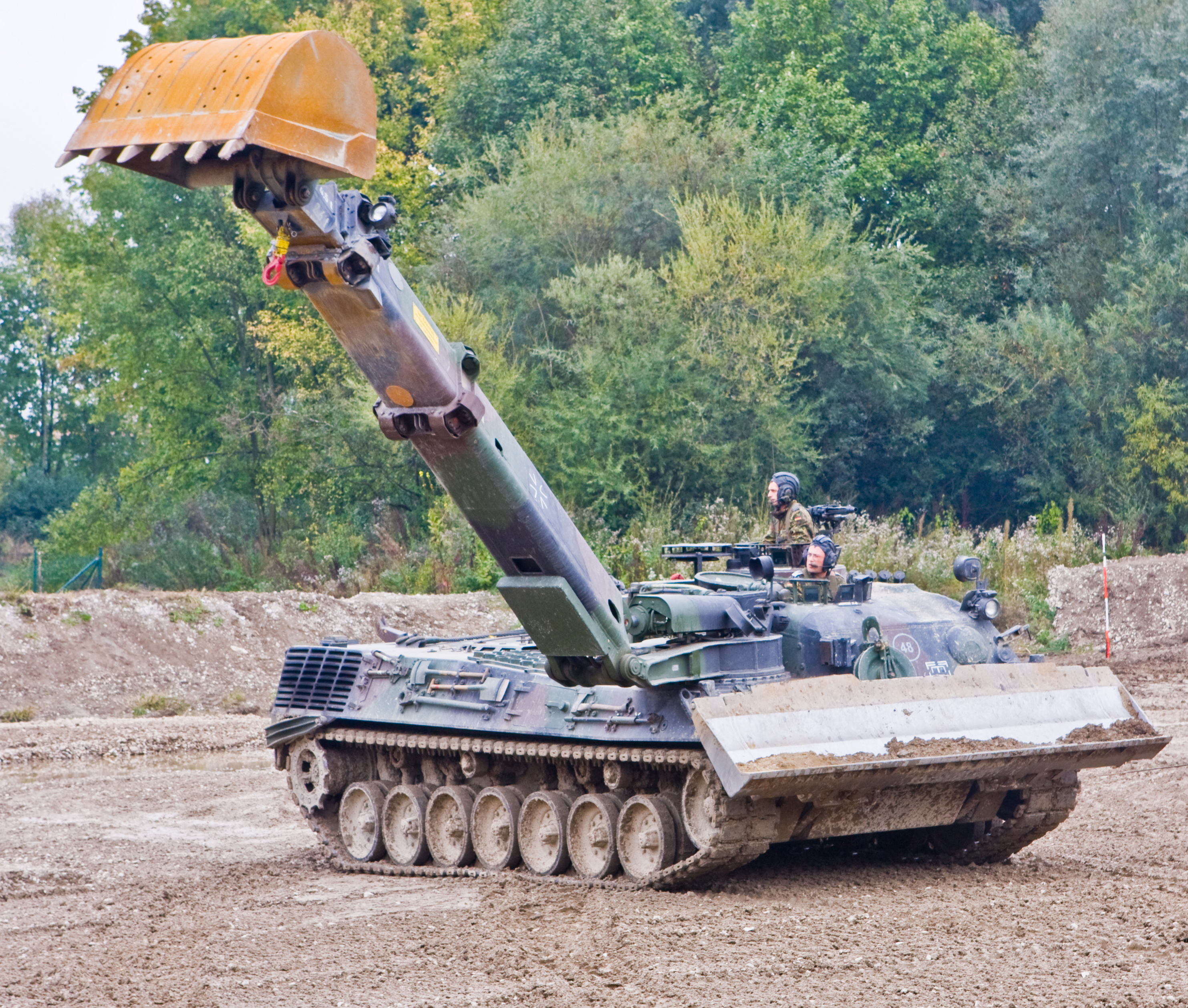
ダクス装甲工兵車 （PionierPanzer 2 Dachs）
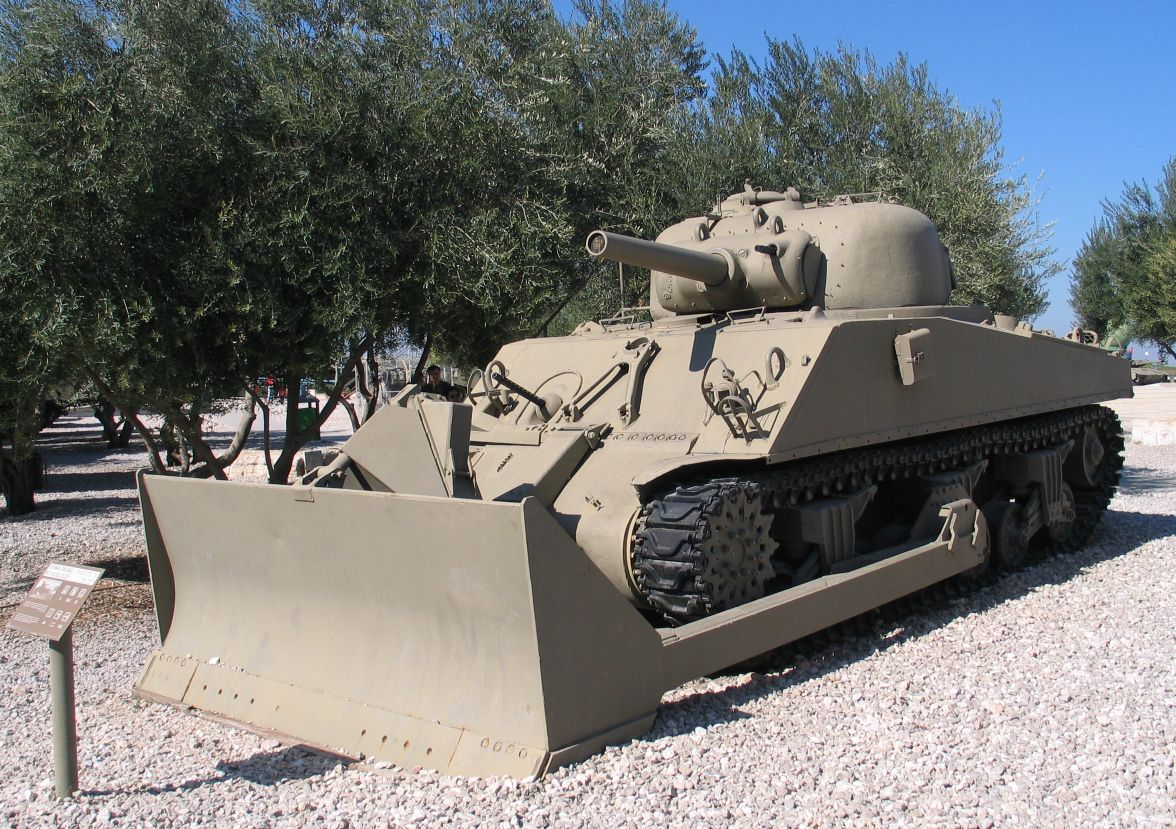
105mm榴弾砲型のM4戦車にドーザーブレードを装備した戦闘工兵車 イスラエル軍の車両